# Rottermann-kastély
A Rottermann kastély Csepreg központjában található. Az 1860-ban épült kastély a 19. század végére jellemző eklektikus megjelenésű.

## Leírása
A kastély nevét egykori tulajdonosáról kapta. Az itt végzett kutatások szerint a mai épület egy régebbi kastély helyére épült. A kastély belső udvaros, négytraktusos kialakítású, az épület alatt kőboltozatos pincerendszerrel. A műemlék védelem alatt álló eklektikus megjelenésű épület
Csepreg város önkormányzatának a tulajdonában található.
2015-ös információ szerint magántulajdonban van és nem látogatható.
Cím: Csepreg, Kossuth L. u. 53.